# Brochis
Brochis és un gènere de peixos dins la família Callichthyidae. La seva distribució és a Amèrica del Sud.

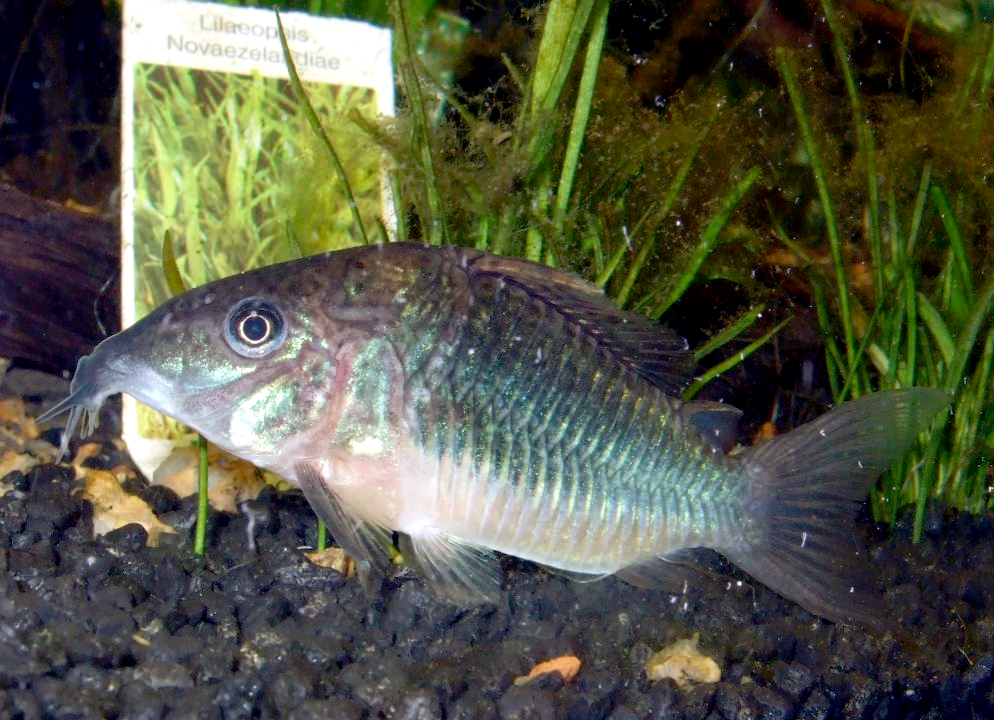
Brochis splendens.

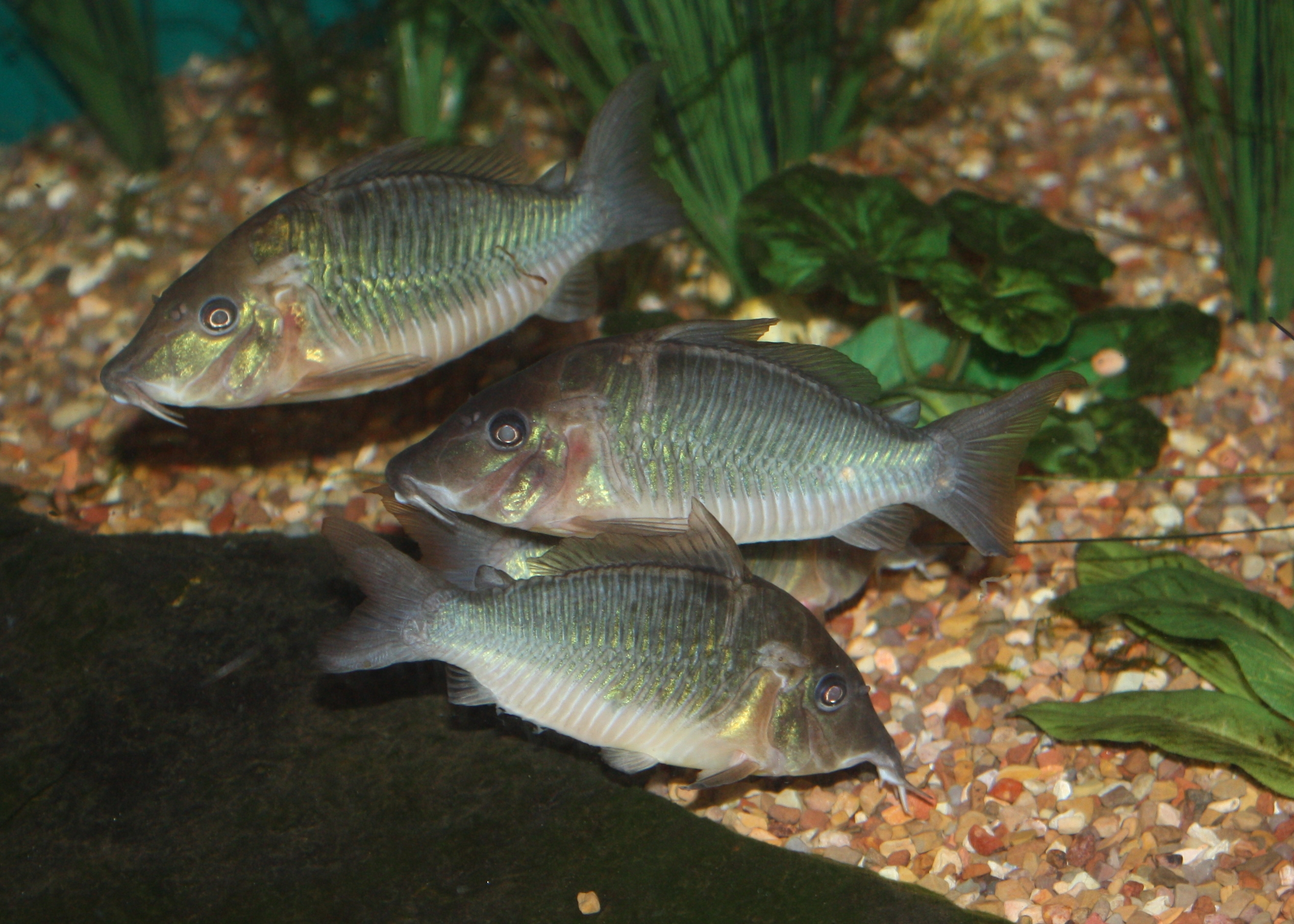
Brochis multiradiatus.

## Hàbitat
Les espècies del gènere Brochis viuen en cursos fluvials tropicals d'aigua dolça.

## Taxonomia
Aquest gènere va ser descrit primer per Cope (1871). L'espècie tipus és Brochis splendens.
Els membres del gènere Brochis sovint es confonen amb els membres del gènere Corydoras. Poden diferenciar-se pel fet que un Brochis té el cos més alt i els radis de l'aleta dorsal són tous i es presenten en major nombre (Brochis: + de 10; Corydoras: menys de 8). Ambdós gèneres componen la tribu Corydoradini.

### Taxonomia
Aquest gènere té 3 espècies:
- Brochis britskii Nijssen i Isbrücker, 1983
- Brochis multiradiatus (Orcés-V., 1960)
- Brochis splendens (Castelnau, 1855)

### Etimologia
Brochis deriva del grec, brogchia, que significa 'gola' o 'tràquea'.

## Brochiscom peixos d'aquari
Les espècies de Brochis es mantenen bé en aquaris domèstics, en condicions similars a les de la majoria de les espècies de Corydoras. Arriben a fer una llargada d'uns 8,8cm. Viuen en grups al fons de l'aquari.